# Jingyuan (1887)
Jingyuan (chiń. upr. 经远; chiń. trad. 經遠; pinyin Jīngyuǎn; Wade-Giles Ching-yüan), w starszych systemach transkrypcyjnych: King Yuan lub King Yuen – chiński krążownik pancerny z końca XIX wieku, pierwszy z dwóch okrętów typu Jingyuan. Brał udział w wojnie chińsko-japońskiej, podczas której został zatopiony w bitwie u ujścia Jalu.

## Historia
„Jingyuan” był jednym z nowoczesnych okrętów zamówionych przez Chiny w stoczniach europejskich w ramach polityki tzw. samoumocnienia. Wraz z bliźniaczym „Laiyuan” został zamówiony w niemieckiej stoczni Vulcan w Szczecinie w 1885 roku. Pod koniec tego roku miało miejsce położenie stępki obu okrętów. Krążownik „Jingyuan” został wodowany jako pierwszy 3 stycznia 1887 roku (według innej wersji na początku grudnia 1886 roku). Okręt został ukończony w lipcu 1887 roku. Nazwa „Jingyuan” (經遠) oznaczała „niosący prawo”; w starszych publikacjach była ona transkrybowana jako „King Yuan”, „King Yuen” lub „King-yuen”. Należy go odróżniać od zbudowanego w Wielkiej Brytanii krążownika pancernopokładowego, którego nazwa jest transkrybowana również jako „Jingyuan” (靖遠, dawna transkrypcja „Ching Yuan”).

## Skrócony opis
Okręty stanowiły typ stosunkowo niewielkich wczesnych krążowników pancernych, z częściowym burtowym pasem pancernym. Kadłub był gładkopokładowy, z dziobnicą taranową. Ich wyporność (bez bliższego określenia w jakim stanie) podawana była jako 2900 ton. Długość całkowita wynosiła 82,4 m, szerokość 11,9 m, a zanurzenie sięgało 5,11 m.
Napęd stanowiły dwie pionowe maszyny parowe potrójnego rozprężania o mocy indykowanej 4400 KM, dla których parę dostarczały cztery kotły parowe, napędzające dwie śruby. „Jingyuan” na próbach rozwinął prędkość 15,5 węzła.
Uzbrojenie główne okrętów tego typu stanowiły dwa działa Kruppa kalibru 21 cm (rzeczywisty kaliber 209,3 mm) umieszczone we wspólnej pancernej barbecie na pokładzie dziobowym, zakrytej od góry lżejszą obrotową osłoną. Większość publikacji podaje długość ich luf jako 35 kalibrów (L/35), lecz były to prawdopodobnie lżejsze działa o długości lufy 22 kalibry i masie 10 ton. Artyleria średnia składała się z dwóch armat kalibru 15 cm Kruppa model 1880 L/35 umieszczonych na sponsonach na burtach.
Dane dotyczące artylerii pomocniczej nie są pewne. Początkowo stanowiło ją prawdopodobnie osiem szybkostrzelnych (QF) lub wielolufowych dział małokalibrowych, w tym dwa działa 47 mm Hotchkissa (być może wielolufowe M1879), pięć wielolufowych działek 37 mm Hotchkiss M1873 (określanych też jako kartaczownice) i jedno działo Kruppa (być może kalibru 40 mm). Według niektórych źródeł, po wybuchu wojny z Japonią okręt otrzymał dwa działa szybkostrzelne 50 mm Gruson, a oprócz tego miał wówczas trzy działa 47 mm i 8 niesprecyzowanych kartaczownic. Uzbrojenie uzupełniały cztery stałe wyrzutnie torpedowe kalibru 350 mm dla torped systemu Schwarzkopfa (jedna podwodna na dziobie, jedna na rufie i dwie w burtach).

## Służba

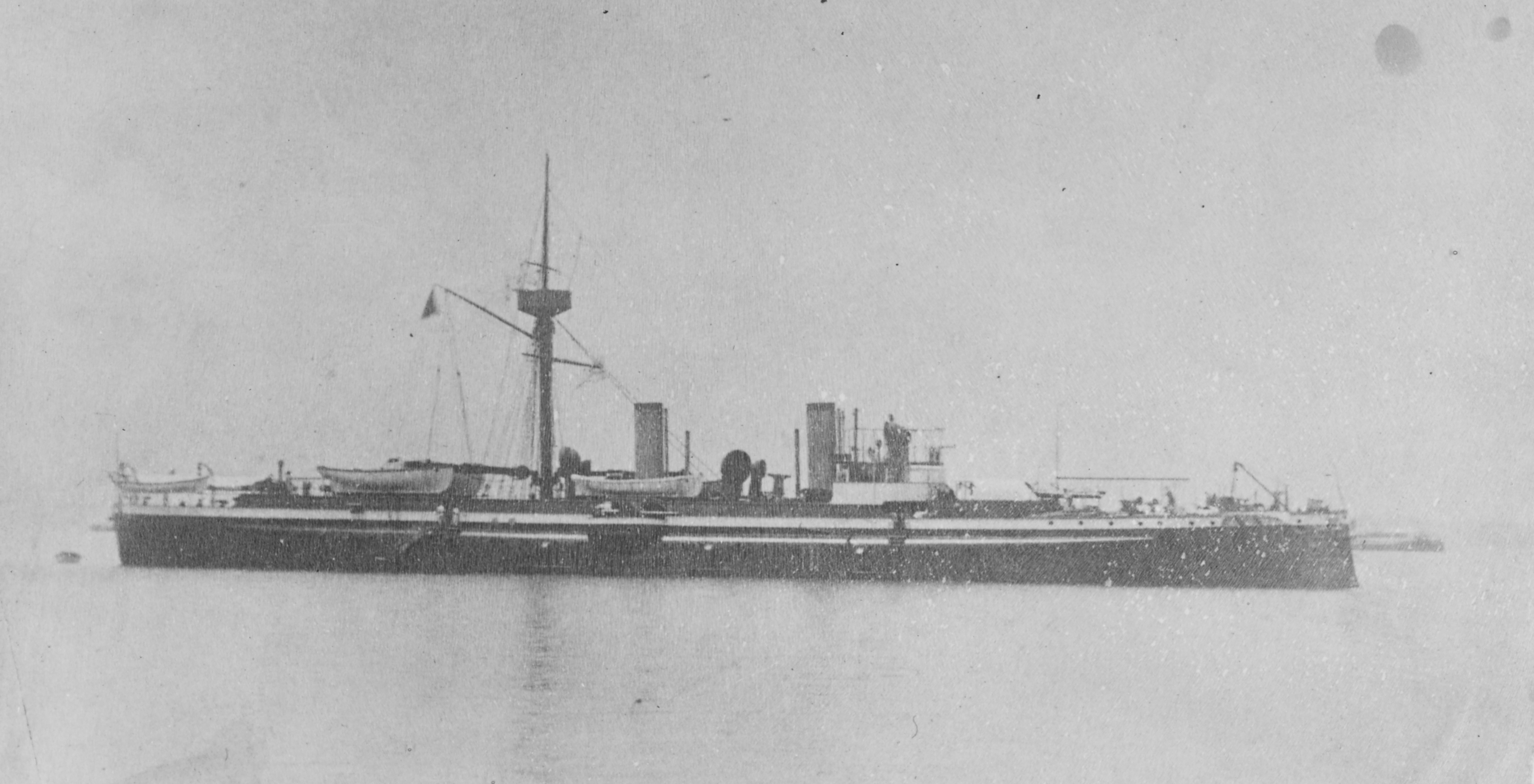
„Jingyuan”

Po ukończeniu, „Jingyuan” z bliźniaczym „Laiyuan” i dwoma zbudowanymi w Wielkiej Brytanii krążownikami „Zhiyuan” i „Jingyuan”, przeszedł w sierpniu 1887 roku na redę Solent pod Portsmouth, skąd 12 września okręty te wyruszyły w podróż do kraju, z chińskimi załogami. Pierwszym dowódcą był Lin Yongsheng. Po przezimowaniu w Amoy, na wiosnę 1888 dołączyły docelowo do Floty Beiyang. W Chinach okręt został przemalowany z szarego koloru zgodnie z brytyjskim schematem „wiktoriańskim”, na czarny kadłub, białe nadbudówki i żółte kominy.
„Jingyuan” wziął udział w wojnie chińsko-japońskiej. Podczas bitwy u ujścia Jalu 17 września 1894 roku walczył z przeważającymi pod względem nowoczesności i szybkostrzelności artylerii japońskimi krążownikami Eskadry Lotnej. Prawdopodobnie załoga zalała mu magazyn amunicyjny w obawie przed pożarem, co jednak doprowadziło do przelewania się wody w kadłubie i silnych przechyłów okrętu. Po odniesieniu dalszych uszkodzeń od intensywnego ostrzału, okręt przewrócił się przez burtę i zatonął.

## Dane techniczne
- pancerz typu compound[12]:
  - pas burtowy: 240 mm
  - barbeta artylerii głównej: 200 mm
  - górna tarcza działa: 38 mm
  - pokład: 38 mm poziomy, 76 mm skośny
  - grodzie poprzeczne cytadeli: 130 mm
  - wieża dowodzenia(inne języki): 150 mm